# Sal Maroni
Salvatore Vincent "Sal" Maroni é um personagem fictício que aparece nas histórias em quadrinhos publicadas pela DC Comics, geralmente associado com o Batman. Um dos maiores gangsters de Gotham City e um dos primeiros inimigos do Batman, é mais conhecido por desfigurar Harvey Dent, preparando o palco para o jovem promotor público se transformar no vilão Duas-Caras.

## Histórico de publicação
Maroni apareceu pela primeira vez em Detective Comics #66 e foi criado por Bill Finger e Bob Kane. Salvatore Maroni aparece na série Fox Gotham, interpretado por David Zayas.